# Wonosari (Patebon)
Wonosari is een bestuurslaag in het regentschap Kendal van de provincie Midden-Java, Indonesië. Wonosari telt 4665 inwoners (volkstelling 2010).